# Římskokatolická farnost Domaželice
Římskokatolická farnost Domaželice je územním společenstvím římských katolíků v rámci přerovského děkanátu olomoucké arcidiecéze s farním kostelem svatého Jakuba Většího.

## Historie
První písemná zmínka o obci pochází z roku 1339. 

## Duchovní správci
Do června 2024 byl ve farnosti administrátorem excurrendo R. D. Mgr. Zdeněk Mlčoch. Od 1. července téhož roku ho vystřídal R. D. Marek Výleta.

## Bohoslužby
| Kostel                 | Místo      | Bohoslužba (den) | Hodina     | Poznámka     |
| ---------------------- | ---------- | ---------------- | ---------- | ------------ |
| svatého Jakuba Většího | Domaželice | neděle středa    | 7:30 17.00 | Farní kostel |

## Aktivity farnosti
Ve farnosti se pravidelně koná tříkrálová sbírka. V roce 2017 se při ní v Domaželicích vybralo 14 808 korun.
V letech 1995 až 2018 vycházel pro všechny farnosti děkanátu Přerov měsíčník Slovo pro každého.